# Estação San Pedrito
A Estação San Pedrito é uma das estações do Metro de Buenos Aires, situada em Buenos Aires, seguida da Estação San José de Flores. É uma das estações terminais da Linha A.
Foi inaugurada em 27 de setembro de 2013. Localiza-se no cruzamento da Avenida Rivadavia com a Avenida Nazca e a Avenida San Pedrito. Atende o bairro de Flores.